# La Sorcière du Jusant
La Sorcière du Jusant (The Witch of Low Tide: an Edwardian Melodrama) est un roman policier historique américain de John Dickson Carr, publié en 1960. 

## Résumé
À Londres, en 1907, le neurologue David Garth, âgé de 38 ans, et qui écrit sous le pseudonyme du "Phantom" des romans policiers centrés sur des crimes impossibles, entend épouser Betty Calder, une jeune veuve de dix ans sa cadette qu'il connaît depuis un an. Il est sur le point de faire sa demande lorsque la police, en la personne de l'inspecteur Twigg, le met en garde très respectueusement contre sa fiancée dont les antécédents troubles révèlent qu'il s'agit en fait d'une ancienne prostituée et danseuse de cabaret, spécialisée dans le chantage auprès d'hommes mariés.
Peu après, David Garth apprend que Marion, l'épouse de son ami Vincent Bostwick, a été agressée par une femme qui répond au signalement de Betty, reconnue par la victime grâce à une photo, mais au moment même où l'accusée se trouvait en sa propre compagnie. Cherchant à éclaircir cette énigme, David Garth pousse Betty à lui révéler l'existence d'une demi-sœur qui lui ressemble, nommée Glynis Stukeley, et déjà mêlée autrefois à une affaire de chantage. Or, le lendemain, le jeune neurologue découvre le corps sans vie de Glynis, étranglée, derrière une cabine de plage, sans qu'aucune trace de pas ne se distingue sur le sable mouillé autour du cadavre, hormis les siennes.

## Éditions
Éditions originales en anglais
- (en) John Dickson Carr, The Witch of Low Tide : an Edwardian Melodrama, New York, Harper, 1960 — Édition américaine
- (en) John Dickson Carr, The Witch of Low Tide : an Edwardian Melodrama, Londres, Hamish Hamilton, 1960 — Édition britannique

Édition française
- (fr) John Dickson Carr (auteur) et Jacqueline Lenclud (traducteur) (trad. de l'anglais), La Sorcière du Jusant [« The Witch of Low Tide »], Paris, Librairie des Champs-Élysées, coll. « Le Masque. Les Maîtres du roman policier.  no 2210 », février 1995, 285 p. (ISBN 2-7024-2521-6, BNF 35805294)

## Source bibliographique
- Roland Lacourbe, John Dickson Carr : scribe du miracle. Inventaire d'une œuvre, Amiens, Encrage, 1997, p. 117.